# 栗村智 あなたと朝イチバン
栗村智 あなたと朝イチバン（くりむらさとる あなたとあさイチバン）は、ニッポン放送で2007年4月7日から2010年6月26日まで放送されていた朝の情報番組。

## 番組概要
2006年秋にスタートした『栗村智のおはよう散歩道であるが、放送枠を1時間拡大することに合わせて番組をリニューアルすることになり誕生した。そのため、番組内容の多くは『おはよう散歩道』から引き継がれている。
直前が『オリエンタルラジオのオールナイトニッポンR』であり、相乗りはしないが、相互にネタにしあうこともしばしばであった。
2010年夏、平日の朝ワイド・午後ワイド共に大幅改編の対象となり、後枠の『高橋克実と山瀬まみ おしゃべりキャッチミー』とともに2010年6月末で終了。7月からはフリーアナウンサー徳光和夫による6時間の大型ワイド『徳光和夫 とくモリ!歌謡サタデー』となったが、箱番組「心のともしび」「高橋尚子 サインはQ」とコーナーのうち「Dr.トキコのお早うクリニック」「それゆけ栗奉行!」「サタデーモーニングインフォメーション」は引き継がれた。

## 放送時間
- 土曜 5:00 - 7:40 - 2007年4月7日 - 2010年6月26日

## 出演者

### 放送終了時点

#### パーソナリティ
- 栗村智（当時：ニッポン放送アナウンサー）

#### アシスタント
- 増田みのり（当時：ニッポン放送アナウンサー） - 2009年4月4日 - 2010年6月26日

### 過去
- 淵澤由樹 （フリーアナウンサー） - 2007年4月7日 - 6月23日、8月25日 - 2009年3月28日
- 廣田みゆき（当時：フリーアナウンサー）※淵澤の産休中の代理 - 2007年6月30日 - 8月18日

## タイムテーブル
2010年4月
- 5:00　オープニング
- 5:05　朝イチバンのニッポン放送ニュース&天気
- 5:15　今週のテーマ発表
- 5:20　ショウアップナイターTODAY
- 5:25　心のともしび
- 5:30　週末の首都圏天気予報
- 5:40　みんなの音楽
- 5:50　Dr.トキコのお早うクリニック
- 6:00　6時のニッポン放送ニュース&天気
- 6:10　嗚呼、我が野球人生〜ダイヤモンドを駆け抜けた男たち
- 6:20　高橋尚子 サインはQ
- 6:40　7時前のトーク
- 6:50　週末の寄席情報
- 6:55　ニッポン放送交通情報(警視庁)
- 7:00　7時の朝刊&トーク
- 7:15　それゆけ栗奉行!
- 7:25　ライフサポート快適生活ラジオショッピング
- 7:30　NEXCO東日本サタデーモーニングインフォメーション
- 7:31　ニッポン放送ニュース・天気予報
- 7:35　ニッポン放送交通情報(警視庁)
- 7:37　NEXCO東日本からのお知らせ

2009年4月から2010年3月まで
- 5:00　オープニング
- 5:06　ニッポン放送ニュース・スポーツニュース・ニッポン放送天気予報
- 5:20　ショウアップナイターTODAY（野球シーズン中の半年間のみ）
- 5:23　心のともしび
- 5:30　首都圏天気予報
- 5:40　ウィークエンドキャッチャー
- 6:00　ニッポン放送ニュース・ニッポン放送天気予報
- 6:10　日本列島・凄い人名鑑
- 6:20　高橋尚子 サインはQ
- 6:40　セサミ通りのいきいきライフ!
- 6:45　首都圏沿線ニュース
- 6:50　週末の寄席情報
- 6:55　ニッポン放送交通情報(警視庁)
- 7:00　栗村智のHappy!ニッポン!（時差放送で全国ネット）
- 7:30　NEXCO東日本サタデーモーニングインフォメーション
- 7:30　TOYOTAハッピータウンサーキット
- 7:33　ニッポン放送ニュース・天気予報
- 7:35　ニッポン放送交通情報(警視庁)
- 7:37　NEXCO東日本からのお知らせ
- 7:38　エンディング

### 過去の箱番組
- 桑江知子と栗村智のヒーリングトリップ（ - 2008年9月27日）

## 備考
- オープニングは有楽町駅前から放送しており、4時59分発大宮駅行きの電車がちょうど発車していた。
- 番組開始当初は2人とも外でオープニングを行っていたが、淵澤の妊娠後に栗村のみが外から中継するようになり、廣田の代理アシスタント時、淵澤の復帰後もそれは続いた。そして2008年4月4日の放送から、スタジオでのオープニングに変わっている。
- 増田がアシスタントになった2009年4月からは再び有楽町駅前から中継している。
- それいけ栗奉行だけは、後続番組の1コーナーとして残っている。